# Karol Tangermann

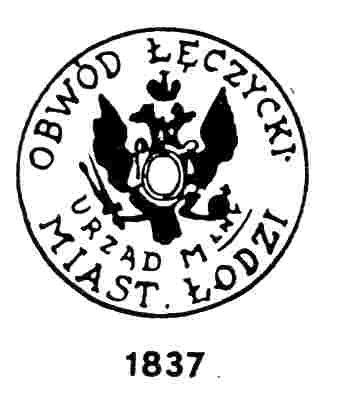
Pieczęć Łodzi z 1837

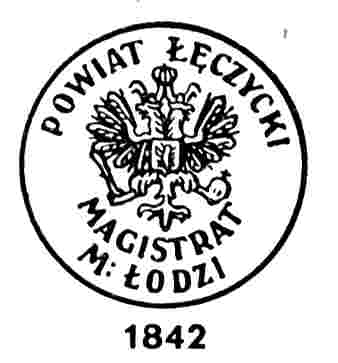
Pieczęć Łodzi z 1842

Karol Tangermann (ur. 14 maja 1799 w Budzisławiu, zm. 12 sierpnia 1844 w Łodzi) – pierwszy prezydent Łodzi.
Był synem osadników niemieckich. Władał dobrze językiem polskim i niemieckim, co było dużym atutem w jego karierze administracyjnej. Był bliskim współpracownikiem Rajmunda Rembielińskiego.
- 11 lutego 1826 nominowany przez Komisję Wojewódzką na ławnika czynnego w Łodzi
- 11 sierpnia 1826 wyznaczony na funkcję zastępcy burmistrza Łodzi
- 26 stycznia 1829 został przez Komisję Rządową Spraw Wewnętrznych i Policji powołany na burmistrza miasta
- 29 listopada 1830 rząd powstańczy mianował Teodora Duczyńskiego na prezydenta miasta, który pełnił tę funkcję do 9 września 1831, kiedy to na stanowisko wrócił Tangermann
- 23 czerwca 1841 objął urząd prezydenta miasta (był historycznie pierwszym prezydentem Łodzi a ostatnim jego burmistrzem)

Po 1838 roku rozpoczęto brukowanie ulic, ustawiono 21 ulepszonych latarni olejowych, rozpoczęto budowę szpitala. Na ulicach Łodzi pojawiły się dorożki jako środki komunikacji publicznej, utworzono szkoły elementarne. W tych też latach na ulicy Łodzi pojawili się policjanci konni.
W czasie pracy przeziębił się i zmarł 12 sierpnia 1844 roku. Lekarz miejski stwierdził, że przyczyną śmierci było „częściowe przepracowanie się na służbie”.
Kiedy zaczynał swoje urzędowanie miasto liczyło 4000 mieszkańców, w chwili jego śmierci Łódź liczyła 14,5 tysiąca mieszkańców i była drugim po Warszawie miastem w Królestwie Kongresowym.